# UA Gaillac
Union Athlétique Gaillacoise (kurz UA Gaillac) ist ein Rugby-Union-Verein aus der französischen Stadt Gaillac im Département Tarn. Er ist in der fünfthöchsten Liga Fédérale 1 vertreten. Die Heimspiele werden im Stade Laborie-Bernard Laporte ausgetragen. Es ist nach Bernard Laporte benannt, dem ehemaligen Trainer der Nationalmannschaft, der bis 1984 der Juniorenabteilung des UA Gaillac angehörte.

## Geschichte
Gegründet wurde der Verein im Jahr 1901 unter dem Namen Stade Gaillacois. Bereits 1905 erfolgte die Umbenennung in Stade Athlétique Gaillacois. Im Dezember 1940 zwang das Vichy-Regime sämtliche Sportvereine in Städten unter 50.000 Einwohnern dazu, sich zu größeren Einheiten zusammenzuschließen, in Gaillac entstand als Folge dieser Maßnahme die Union Athlétique Gaillacoise. Seither sind dem Verein auch Sektionen für Fußball, Boxen, Tennis, Leichtathletik, Schwimmen und Volleyball angeschlossen. 1948 fusionierte der Verein mit jenem der Eisenbahner und nannte sich Union Athlétique des Cheminots de Gaillac; bereits zwei Jahre später führte man jedoch die alte Bezeichnung wieder ein.
Nach einigen regionalen Titeln stieg die UA Gaillac 1959 in die dritte Division auf und 1961 in die zweite Division. Von 1968 bis 1978 war der Verein in der höchsten Division vertreten und rutschte danach wieder in die unteren Amateurligen ab. 2001 schaffte die UA Gaillac den Aufstieg in die höchste Amateurliga Fédérale 1, im Jahr 2006 gewann der Verein den Titel des französischen Amateurmeisters und stieg in die zweithöchste Liga Pro D2 auf. Aufgrund massiver finanzieller Schwierigkeiten erhielt Gaillac Ende der Saison 2006/07 keine Profilizenz mehr und wurde in die Fédérale 3 zwangsrelegiert.

## Erfolge
- Meister Fédérale 1: 2006
- Meister 3. Division: 1961

## Bekannte Spieler
- Arnaud Costes (Frankreich)
- Bernard Laporte (Frankreich)